# فرودگاه بین‌المللی عدن اد
فرودگاه بین‌المللی عدن اد (به انگلیسی: Aden Adde International Airport) یک فرودگاه است . این فرودگاه در کشور سومالی قرار دارد .

## شرکت‌های هواپیمایی و مقصدهای پروازی
As of June 2014, the largest services using Aden Adde International Airport include the Somali-owned private carriers دالو ایرلاینز، جوبا ایرویز and افریکن اکسپرس ایرویز, in addition to UN charter planes, and ترکیش ایرلاینز. The airport also offers flights to other Somali cities such as Galkayo، Berbera and هرجیسا, as well as international destinations like جیبوتی، جده, and استانبول.
According to Favori, there were 439,879 domestic and international passengers at the airport in 2014, an increase of 319,925 passengers from the previous year. As of November 2014, the airport accommodates more than 40 flights every day, up from 3 flights in 2011.
| شرکت‌های هواپیمایی    | مقصدهای پروازی |
| -------------------- | --- |
| افریکن اکسپرس ایرویز | بربرا، گالکایو، هارگسیا، جومو کنیاتا                                                                              |
| دالو ایرلاینز        | جیبوتی-امبوولی، دوبی، هارگسیا، ملک عبدالعزیز، جومو کنیاتا                                                         |
| فلیکس ایرویز         | هارگسیا، صنعا (All suspended)                                                                                     |
| Fly-SAX              | جومو کنیاتا |
| جوبا ایرویز          | Adado، Beledweyne، بندر قاسم، جیبوتی-امبوولی، دوبی، گالکایو، Guriel، هارگسیا، ملک عبدالعزیز، کیسمایو، جومو کنیاتا |
| ترکیش ایرلاینز       | جیبوتی-امبوولی، آتاترک                                                                                            |
| Air Djibouti         | جیبوتی-امبوولی |